# مقاطعة نيمبا
مقاطعة نيمبا هي إحدى مقاطعات ليبيريا الخمسة عشر. يبلغ عدد سكانها 462026 نسمة وذلك حسب إحصائيات سنة 2008. تبلغ مساحتها 11551 كم². تضم ستة مديريات.

## أعلام
- سيكو كيتا
- موسى بلاه
- برنس جونسون